# Todd Phillips
Todd Phillips (nacido Todd Philip Bunzl; Nueva York, 20 de diciembre de 1970) es un director, productor, guionista y actor estadounidense. Ha dirigido películas como Road Trip (2000), Old School (2003), Starsky & Hutch (2004), The Hangover (2009), Due Date (2010), The Hangover Part II (2011), The Hangover Part III (2013) y produjo Proyecto X (2012). Luego dirigió War Dogs (2016), Joker (2019), con la cual ganó el León de Oro del Festival de Cine de Venecia, y su secuela, Joker: Folie à Deux (2024).

## Biografía
Todd Phillips nació el 20 de diciembre de 1970 en Nueva York, Estados Unidos. Asistió a la Tisch School of the Arts de la Universidad de Nueva York, pero dejó sus estudios antes de graduarse ya que decidió promocionar su primer cortometraje, titulado Hated: GG Allin And The Murder Junkies (1994), sobre la vida y la muerte del notoriamente polémico cantante de punk rock GG Allin. A su vez es uno de los creadores del New York Underground Film Festival, junto con Andrew Gurland.

## Carrera
Phillips trabaja en diferentes facetas en la producción de películas, ya sea como director, productor, guionista o actor. En su faceta como productor ha producido largometrajes como Old School (2003), con Will Ferrell, y la fracasada[cita requerida] cinta All the King's Men (2006), en calidad de productor ejecutivo y que protagonizaron Kate Winslet, Jude Law y Sean Penn. Su mayor éxito se produjo con la comedia The Hangover (2009), que recaudó más de 460 millones en las taquillas de todo el mundo y ganó el Globo de Oro a la Mejor película de comedia o musical, siendo protagonizada por Bradley Cooper.
Como director ha dirigido films como las adolescentes Road Trip (2000) y Old School (2003), la adaptación cinematográfica de Starsky & Hutch (2004), protagonizada por Ben Stiller y Owen Wilson, y la comedia The Hangover (2009), que también produjo. Después llegarían la comedia Due Date (2010), protagonizada por Robert Downey Jr., Jamie Foxx y Michelle Monaghan, además de la secuela de The Hangover, titulada The Hangover Part II (2011), protagonizada por los mismos actores de la primera parte y en la que también participa en la producción.
También ha escrito el guion de muchas de las cintas producidas o dirigidas por él mismo como las citadas Road Trip (2000), Old School (2003), Starsky & Hutch (2004) o Borat: Cultural Learnings of America for Make Benefit Glorious Nation of Kazakhstan (2006), protagonizada por Sacha Baron Cohen y por la que fue candidato al Óscar al mejor guion adaptado. También ha escrito el guion de la comedia antes mencionada Due Date (2010). Asimismo ha intervenido en algunos de estos títulos como actor, siempre en personajes secundarios o cameos. Vanity Fair publicó la lista de los Top 40 celebridades de Hollywood con más ingresos a lo largo de 2010. Phillips fue clasificado número 8 en la lista, habiendo ganado un estimado de $34 millones de dólares por sus películas.

## Filmografía

### Cine
| Año  | Título                                                                              | Director | Productor | Escritor | Notas                                                                   |
| ---- | ----------------------------------------------------------------------------------- | -------- | --------- | -------- | ----------------------------------------------------------------------- |
| 1993 | Hated: GG Allin And The Murder Junkies                                              | Sí       | Sí        | Sí       | Película documental                                                     |
| 1998 | Frat House                                                                          | Sí       | Sí        | Sí       | Película documental                                                     |
| 2000 | Road Trip                                                                           | Sí       |           | Sí       | Coescrito con Scot Armstrong                                            |
| 2000 | Bittersweet Motel                                                                   | Sí       | Sí        | Sí       | Película documental                                                     |
| 2003 | Old School                                                                          | Sí       | Sí        | Sí       | Historia coescrita con Court Crandall y Scot Armstrong                  |
| 2004 | Starsky & Hutch                                                                     | Sí       |           | Sí       | Coescrito con John O'Brien y Scot Armstrong                             |
| 2006 | All the King's Men                                                                  |          | Sí        |          | Productor ejecutivo                                                     |
| 2006 | School for Scoundrels                                                               | Sí       | Sí        | Sí       | Coescrito con Scot Armstrong                                            |
| 2006 | Borat: Cultural Learnings of America for Make Benefit Glorious Nation of Kazakhstan |          |           | Sí       | Historia coescrita con Sacha Baron Cohen, Peter Baynham y Anthony Hines |
| 2009 | The Hangover                                                                        | Sí       | Sí        |          |                                                                         |
| 2010 | Due Date                                                                            | Sí       | Sí        | Sí       | Coescrito con Alan R. Cohen, Alan Freedland y Adam Sztykiel             |
| 2011 | The Hangover Part II                                                                | Sí       | Sí        | Sí       | Coescrito con Scot Armstrong y Craig Mazin                              |
| 2012 | Proyecto X                                                                          |          | Sí        |          |                                                                         |
| 2013 | The Hangover Part III                                                               | Sí       | Sí        | Sí       | Coescrito con Craig Mazin                                               |
| 2016 | War Dogs                                                                            | Sí       | Sí        | Sí       | Coescrito con Stephen Chin y Jason Smilovic                             |
| 2018 | A Star Is Born                                                                      |          | Sí        |          |                                                                         |
| 2019 | Joker                                                                               | Sí       | Sí        | Sí       | Coescrito con Scott Silver                                              |
| 2023 | Maestro                                                                             |          | Sí        |          |                                                                         |
| 2024 | Joker: Folie à Deux                                                                 | Sí       | Sí        | Sí       | Coescrito con Scott Silver                                              |

## Premios y nominaciones
Premios Óscar
| Año  | Categoría            | Trabajo nominado | Resultado |
| ---- | -------------------- | ---------------- | --------- |
| 2007 | Mejor guion adaptado | Borat            | Nominado  |
| 2020 | Mejor película       | Joker            | Nominado  |
| 2020 | Mejor director       | Joker            | Nominado  |
| 2020 | Mejor guion adaptado | Joker            | Nominado  |

Premios BAFTA
| Año  | Categoría            | Trabajo nominado | Resultado |
| ---- | -------------------- | ---------------- | --------- |
| 2020 | Mejor película       | Joker            | Nominado  |
| 2020 | Mejor director       | Joker            | Nominado  |
| 2020 | Mejor guion adaptado | Joker            | Nominado  |

Premios Globo de Oro
| Año  | Categoría                          | Trabajo nominado | Resultado |
| ---- | ---------------------------------- | ---------------- | --------- |
| 2010 | Mejor película – Comedia o musical | The Hangover     | Ganador   |
| 2020 | Mejor película dramática           | Joker            | Nominado  |
| 2020 | Mejor director                     | Joker            | Nominado  |

Festival Internacional de Cine de Venecia
| Año  | Categoría   | Trabajo nominado | Resultado |
| ---- | ----------- | ---------------- | --------- |
| 2019 | León de Oro | Joker            | Ganador   |

Premios de la Crítica Cinematográfica
| Año  | Categoría            | Trabajo nominado | Resultado |
| ---- | -------------------- | ---------------- | --------- |
| 2020 | Mejor película       | Joker            | Nominado  |
| 2020 | Mejor guion adaptado | Joker            | Nominado  |